# Corb pitblanc
El corb pitblac (Corvus albus) és una espècie d'ocell de la família dels còrvids (Corvidae) que habita camp obert, sovint a prop del medi humà, a la major part de l'Àfrica Subsahariana.